# Kereskényi család
A Kereskényi család (alsó- és felső-kereskényi, vikomt és nemes család) egy nyitra vármegyei nemesi család. A nevét gyakran Köröskényinek írják a források. Alsóköröskény és Felsőköröskény Nyitra városától délre fekszik 5 km-re. A család ezen birtokairól kapta nevét.

## Története
Első kimutatható őse Tiborc comes, aki feleségével két jobbágyasszonyukat szabadítja fel végrendeletében 1289-ben. Fia, Petur királyi alpohárnokmester volt 1321-ben. Unokája, Domonkos 1399-ben új királyi adományt kapott ősi birtokaira.
A család adományok és házasságok útján több más vármegyében is birtokos lett. Így Kereskényi Orbán nyitrai főjegyző és országbírói ítélőmester felesége, tótprónai Prónay Margit révén a 16. század végén kapta a Turóc vármegyében fekvő Tótpróna, Jadviga, Jaszenova, Turócerdőd, Dubova, Blassova, Abkofalva és Mezőháza határaiban fekvő birtokokat, amire 1579-ben királyi adományt is nyert. De tovább gyarapította a Nyitra vármegyében fekvő ősi birtokait és Bars megyében is több birtokkal rendelkezett.
Orbán fia György (megh. 1629.) csejtei várnagy volt több mint húsz éven át, Báthory Erzsébet jogtanácsosa és bizalmi embere. Első felesége szúdi Kozár Katalin révén további Bars, Hont és Nyitra vármegyében fekvő birtokokhoz jutott. Második felesége mihaloveczi Bocskay Katalin volt, akitől a gyermekei születtek.
1640 körül György fia, Kereskényi András Liptó vármegyei alispán és követ felesége, kubinyi és deménfalvi Kubinyi Anna révén szerzett jelentős Liptó vármegyei birtokokat.
Kereskényi András unokája, Kereskényi László (1678-1738) kuruc ezredes volt, aki 1705-ben aláírta a konföderáció szövetséglevelét a szécsényi országgyűlésen. A család ezen ága benne halt ki férfiágon.
Kereskényi Orbán másik unokája, Kereskényi György nyitra vármegyei főszolgabíró volt, aki feleségül vette nyitra-zerdahelyi Zerdahelyi Fruzsinát, továbbra is megmaradt nyitra vármegyei birtokain. Második felesége rákóczi Rákóczy Julianna volt.
Ő alapította a jelenleg élő ágat. Birtokai Nyitra vármegyén kívül kiterjedtek Bars, Pozsony és Komárom vármegyékbe is.
György János nevű fiának kis-zavari Klaudy Ilonától született fia, Kereskényi Farkas (1672-1734) Komárom vármegyei hadbiztos, érsekújvári főhadnagy, aki feleségül vette ramocsaházi Ramocsaházy Erzsébetet, aki a hatalmas nádasdi Darabos- és Spáczay-birtokok egyik örököse volt. Ága három leányában kihalt.
Györgynek a másik fia volt Kereskényi Ferenc (1619-1677) lévai várnagy és követ. Nejétől, kis-és nagy-kálnai Kálnay Juliannától született fia Kereskényi I. János (1647-1710), aki érsekújvári kapitány volt a kuruc időkben, majd nyitrai várnagy. Érsekújvár kurucok kezére juttatásában játszott szerepéért 1706-ban Rákóczi fejedelemtől birtokadományt kapott. Tőle származnak a jelenleg élő nemzedékek.
A család három fiától három különböző ágra szakadt.
I. János II. János (1680 k.-1736) nevű fia lett az alapítója a család szatmár vármegyei ágának.
1715-ben Esztergom vármegye főszolgabírája, de 1716-ban már Szatmár vármegye főszolgabírája, majd alispánja volt. Hosszú időn át volt Károlyi Sándor gróf, tábornagy összes birtokainak prefektusa és jogügyigazgatója. Az ő nevéhez fűződnek a sváb telepítések Szatmár vármegyébe. A 18. század legelején vette feleségül tasnádszántói Becsky Teréziát, aki a híres kuruc tábornagy, gróf Károlyi Sándor unokahúga volt, és akinek hozományával Szatmár és Bihar vármegyében szerzett nagy kiterjedésű birtokokat. Az itteni birtokok központja a szatmári Nagypalád volt.

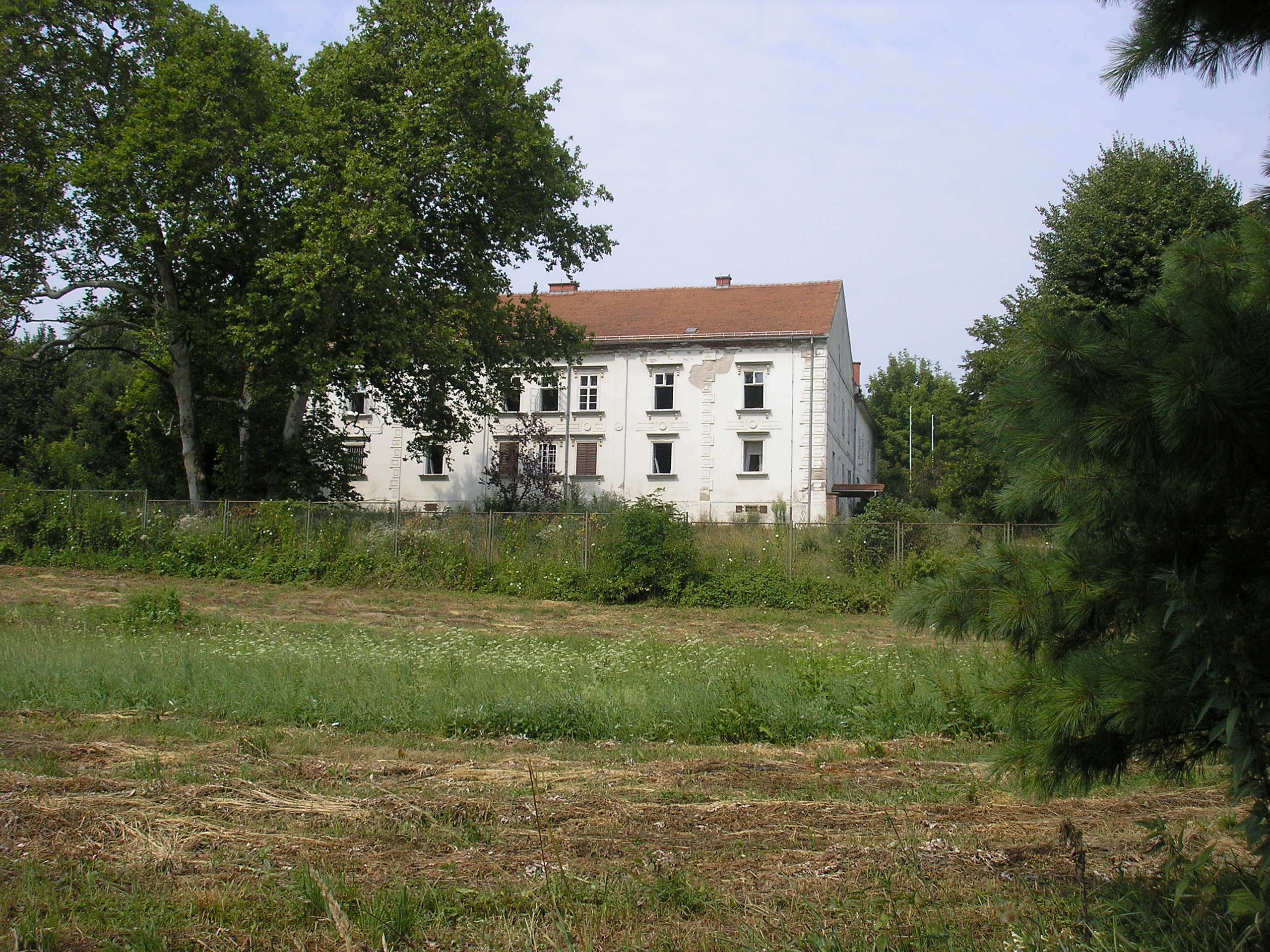
A Kereskényi-kastély Vinicán

I. János másik gyermeke, Jónás, érsekújvári főbíró volt, akinek turócszentpéteri Dávid Angelikától született fiai voltak: Kereskényi Miklós (1709-1789) huszár alezredes, Károly Sándor lotaringiai herceg kamarása és szárnysegédje, aki francia vikomt-i címet nyert és bátyja, Kereskényi György (1690-1753), aki jó nevű ügyvéd volt és 1716 és 1719 között Esztergom vármegye főjegyzői tisztét viselte, később a Kalocsai Érsekség jószágkormányzója és jogügyigazgatója lett, majd 1738-tól Bács-Bodrog vármegye főszolgabírája és több alkalommal a vármegye alispánjelöltje volt. Felesége béládi Gyárfás Éva volt.
György fia volt Kereskényi Lajos (1743-1811) varasd és zágráb vármegyei alispán, tartományi biztos, királyi tanácsos, aki feleségül vette az egyik leggazdagabb horvát főnemesi családból származó báró Pattachich Borbálát. Lajos így Horvátországban szerezte Vinica mezővárosát és várát a hozzátartozó 16 falu határában fekvő uradalommal. Második felesége báró Beschwitz Terézia volt, akinek az édesanyja gróf Eltz Jozefa volt, így az Eltz grófok horvátországi birtokainak egy részét is Lajos örökölte.
Az ő utódai költöztek Horvátországba és alapították meg a Kereskényiek horvátországi ágát.
Fia Kereskényi Miklós (1777-1832) nemesi testőr volt, jelentős összeget adományozott a zágrábi tartományi parlament építésére. Felesége a velencei arisztokrata családból szármaró gróf Maria di Fentro, gróf Leonardo di Fentro és Colonna Jozefa hercegnő leánya volt.
A harmadik ág őse Kereskényi Gáspár volt, aki Nyitra vármegyéből Ung vármegyébe költözött. A Rákóczi-család terebesi uradalmának volt prefektusa és sárospataki várnagy. 1667-ben Zemplén, Ung és Abaúj vármegyékben kapott birtokadományt I. Rákóczi Ferenc fejedelemtől. Jelentékeny szerepett vitt a Wesselényi-összeesküvésben. Ezért Cobb tábornok kivégeztette 1672-ben. Felesége, veskóczi Budaházy Zsófia révén zemplén és ung vármegyei birtokait gyarapította.
A család ezen három ága él napjainkig.
Az Ung vármegyében lakó ágat kivéve a család római katolikus vallású.

## Egyéb kimagasló családtagok
- Kereskényi János (1640-1710) érsekújvári kapitány;
- Kereskényi István (1641-1709) jezsuita rendfőnök, professzor;
- Kereskényi Miklós vikomt (1709-1789) Károly Sándor lotaringiai herceg főkomornyikja;
- Kereskényi Ádám (1713-1777) jezsuita házfőnök és professzor, nyomdaigazgató, drámaíró;
- Kereskényi Károly (1725-1783) királyi tanácsos, kamarai prefektus;
- Kereskényi Mihály (1755-1822) királyi tanácsos, királyi udvarnok, aranysarkantyús vitéz, kamarai igazgató, Tiszai Koronai Kerületi főkapitány;
- Kereskényi Mihály  (1773-1835) ezredes, a János főherceg dragonyosezred parancsnoka, országherold;
- Kereskényi István (1797-1883) a Horvát-Szlavón Gazdasági Egyesület igazgatója, gazdasági író;
- Kereskényi Gyula (1835-1911) római katolikus esperes, régész, történész;
- Kereskényi Elek (1841-1902) országgyűlési képviselő;
- Kereskényi Béla  (1844-1910) őrnagy, Albrecht főherceg szolgálattevő kamarása.

## Címer
Kék mezejű pajzsban zöld halmon ágaskodó oroszlán három rózsát tart. Takarók: kék-arany, vörös-ezüst. Sisakdísz: könyöklő páncélos kar kivont kardot tart.

## Rangemelések
Kereskényi Miklós lotharingiai fejedelmi főkomornyik 1773 júliusában vikomt-i címet nyert.